# Битва при Гераклее

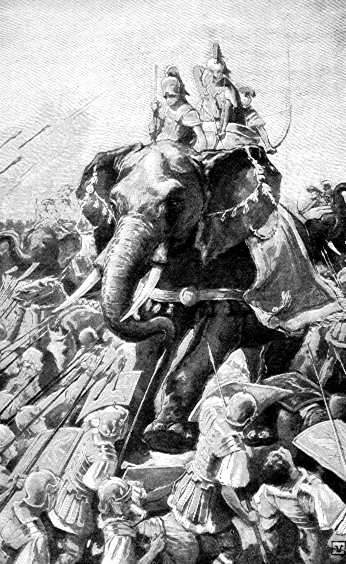
Атака боевых слонов Пирра

Битва при Гераклее (280 год до н. э.) — сражение между римской армией под командованием консула Публия Валерия Левина и войсками греческой коалиции Эпира, Тарента, Фурий, Метапонта и Гераклеи под предводительством царя Пирра Эпирского в ходе Пирровой войны.
Театром военных действий была территория, на которой доминировал город Гераклея, близ современного Поликоро. Согласно Плутарху, Пирр разбил лагерь на равнине между Пандосией и Гераклеей, лицом к реке Сирис (ныне Синни). Однако, поскольку Тит Ливий и Плиний Старший указывают, что Пирр в действительности располагался лагерем недалеко от города, но за пределами его территориальных границ, считается с определенной степенью вероятности, что это поле было примерно в 11 км от Ионического моря и в 6,5 км от Гераклеи, на нынешней территории Турси (возле крепости Англона), где когда-то стояли древние стены города Пандосия.
В начале III века до н. э. Рим пытался расширить свое влияние на итальянском полуострове и задался целью покорить полисы Великой Греции. Пирр встал на защиту Тарента с 25 500 человек и 20 боевыми слонами, и именно слоны, животные, неизвестные римлянам, оказались решающими для победы. Битва была первым столкновением между эллинистическим миром и римским. С политической точки зрения победа греков и эпиротов оказалась сразу выгодной для коалиции, поскольку после этого столкновения многие полисы Великой Греции попросили защиты у эпирского царя; однако это событие не оказалось решающим с военной точки зрения, так как многие города Кампании и Лации остались верными Римской республике.

## Начало войны
Прибыв в Тарент, Пирр стал готовиться к войне. Прежде всего, он взялся за формирование отрядов из местных греков и италиков, желающих противостоять экспансии римлян. В это же время против Пирра был направлен консул Публий Левин с армией в 50 000 человек. Пирр, узнав о его приближении, выступил из города, не дожидаясь подхода войск италийских союзников. Царь, желая прикрыть Тарентинскую колонию — Гераклею, занял позицию перед городом, на просторной равнине за рекой, удобной для использования фаланги и слонов. Чтобы своевременно узнать о прибытии римлян, Пирр выставил по берегам реки отряды стражи. Прибыв на место, Левин решил не медлить и первым начал переправу. Стража Пирра успела предупредить царя о переправе.

## Силы сторон
Источники описывают численность и состав римской армии недостаточно подробно. В то же время, есть довольно подробное описание греческих сил. Тит Ливий обычно приводит точные цифры римских солдат, однако часть его труда, описывающая Пиррову войну, не сохранилась. Таким образом, данные о численности армий исходят от Плутарха и дополняются предположениями о численности римской армии. Плутарх, по-видимому, противоречит сам себе, когда пишет о том, что во время кораблекрушений погибла большая часть солдат Пирра и, таким образом, есть основания предполагать о сохранении у него исходной армии.

### Армия Пирра
Состав армии Эпира и Тарента:
Командующий: Пирр
- 3000 гипаспистов под командой Милона[кат.]
- 20 000 фалангитов, включая 5000 македонских солдат, присланных Птолемеем
- 6000 тарентинцев, предположительно гоплитов
- 4000 всадников, включая фессалийских и 1000 тарентинских всадников
- 2000 лучников
- 500 пращников с Родоса
- 20 боевых слонов с башнями.

### Римская армия
Предполагаемый состав войск Римской республики:
Командующий: Публий Валерий Левин
- 20 000 римских легионеров, в четырёх легионах
- 16 800 союзнических легионеров, в четырёх легионах
- 2400 лёгких пехотинцев, бруттиев и кампанцев
- 1200 римских всадников
- 3600 союзнических всадников
- 1200 лёгких всадников от южно-италийских союзников

Некоторые из них, вероятно, охраняли лагерь, таким образом, не принимая участие в сражении. Ещё стоит понимать что большая часть армии Пирра не была задействована в битве, потому что Пирр направил их на местные гарнизоны.

## Ход битвы
Сражение началось с наступления римской армии. Левин разделил свою конницу и переправил её через реку Сирис, сразу в нескольких местах. Пехоту же направил через единственный брод. Эпирский царь предпринял попытку с помощью конной атаки сбросить римлян в реку, и с отрядом в 3 тыс. всадников он лично устремился к реке, одновременно приказав своей пехоте строиться в боевой порядок. И хотя застать римлян врасплох не удалось (они уже переправились и подготовились к бою), царь тем не менее с ходу атаковал движущуюся впереди римскую конницу. Сам Пирр в этой битве проявлял чудеса личной храбрости, едва не лишившись жизни. Он был атакован римлянином, но подоспевший вовремя македонец Леонтий поразил врага копьём. Не выдержав римского натиска, эпирская конница начала отступать. Маневрируя по ходу боя различными родами войск, Пирр на втором этапе сражения вводит пехоту. По его мнению, именно удар гоплитов, которыми лично руководил сам царь, должен был решить исход боя. Не желая привлекать к себе внимания врагов (римляне устроили настоящую охоту на Пирра), он поменялся доспехами со своим другом и соратником Мегаклом. В ожесточённом бою эпирская фаланга 7 раз то отступала, то одолевала римлян. В этот момент среди битвы был убит Мегакл, одетый в доспехи Пирра. Римляне сняли с него доспехи и распространили весть о гибели Пирра. Это вызвало панику в рядах греков. Однако Пирр, сняв шлем и объезжая ряды воинов с непокрытой головой, восстановил порядок. Сражение пехоты так и не смогло решить исход боя, и в этот момент Пирр принимает главное решение: он вводит в бой секретное оружие — невиданных доселе на италийской земле слонов. Слоны были брошены на конницу, которую Левин спрятал в засаде. В итоге конница в ужасе разбежалась, а слоны вместе с эпирской кавалерией атаковали фланг и тыл римского войска. Римляне не выдержали и обратились в паническое бегство.
Дезорганизованные отряды римлян после битвы укрылись в своем лагере, который Пирр не отважился штурмовать.

## Итоги
Левин был вынужден отступить в Апулию, где, видимо, только у Венузии ему удалось собрать остатки войска. После этой победы к Пирру присоединились жители Южной Италии. Ожесточённость сражения и большие потери, однако, вынудили Пирра попытаться заключить мир. С этой целью в Рим был отправлен оратор Киней. Римляне проявили твердость и от заключения мира отказались до тех пор, пока войско Пирра не покинет Италию.

### Первоисточники
- Аппиан. Римская история
- Диодор Сицилийский. Историческая библиотека
- Дион Кассий. Римская история
- Тит Ливий. История от основания города (Периохи)
- Плутарх. Сравнительные жизнеописания. Пирр
- Полибий. Всеобщая история
- Страбон. География